# Cardanus reticulatus
Cardanus reticulatus is een keversoort uit de familie vliegende herten (Lucanidae). De wetenschappelijke naam van de soort is voor het eerst geldig gepubliceerd in 1943 door Arrow.